# Aartsbisdom Corrientes

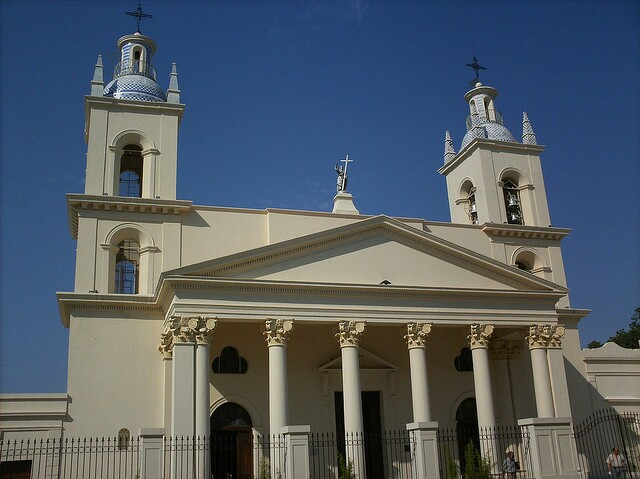
De kathedraal van Corrientes

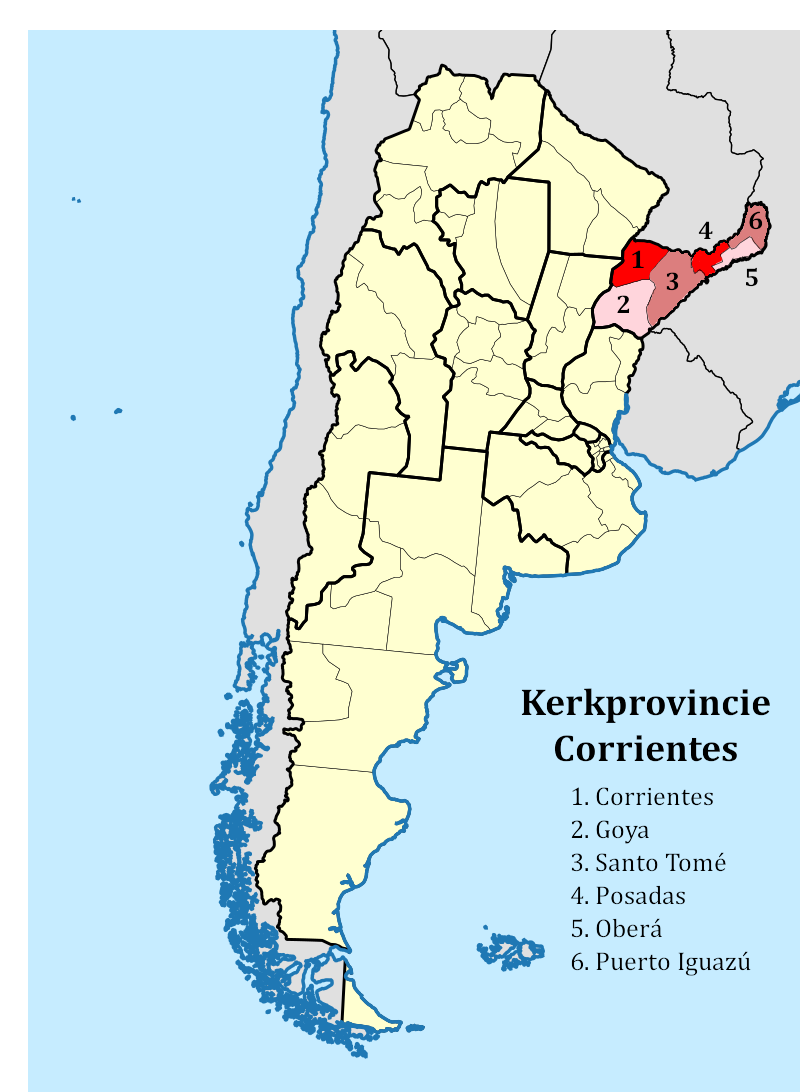
Het aartsbisdom binnen de kerkprovincie Corrientes

Het aartsbisdom Corrientes (Latijn: Archidioecesis Corrientensis) is een rooms-katholiek aartsbisdom met als zetel Corrientes in Argentinië.  
Het bisdom Corrientes werd opgericht in 1910. In 1961 werd het verheven tot aartsbisdom.
De kerkprovincie Corrientes omvat de Argentijnse provincies Corrientes en Misiones en bestaat naast het aartsbisdom uit vijf suffragane bisdommen:
- Goya
- Oberá
- Posadas
- Puerto Iguazú
- Santo Tomé

In 2021 telde het aartsbisdom 50 parochies. Het aartsbisdom heeft een oppervlakte van 26.218 km² en telde in 2021 950.000 inwoners waarvan 86,2% rooms-katholiek was. 

## Aartsbisschoppen
- Francisco Vicentín (1961-1972)
- Jorge Manuel López (1972-1983)
- Fortunato Antonio Rossi (1983-1994)
- Domingo Salvador Castagna (1994-2007)
- Andrés Stanovnik, O.F.M. Cap. (2007-)

Corrientes (aartsbisdom) · Goya · Oberá · Posadas · Puerto Iguazú · Santo Tomé